# Antonio Soto (syndicaliste)
Pour les articles homonymes, voir Antonio Soto et Soto.
Antonio Soto Canalejo (Ferrol, 8 octobre 1897 - Punta Arenas, 11 mai 1963), aussi connu comme « El Gallego Soto » (Soto le Galicien) ou comme « le leader de la Patagonie rebelle », était un des principaux dirigeants anarcho-syndicaliste pendant les grèves rurales de Patagonie en Argentine en 1921.

## Biographie

### Premières années et jeunesse
Antonio Soto est né le 8 octobre 1897 dans la ville galicienne du Ferrol (province de La Corogne). Il est le fils d'Antonio Soto et de Concepción Canalejo. Il est arrivé à Buenos Aires à l'âge de 13 ans. Orphelin de père, il commence à mener avec son frère Francisco une vie de misères et de privations en Argentine. Antonio n'a pu fréquenter que très peu l'école primaire. Il doit travailler enchaînant les métiers les plus divers et doit souffrir les privations, l'exploitation et les punitions. Dès son plus jeune âge, il est ainsi attiré par les idées anarchistes dans leur aspect syndicaliste. En 1914, à l'âge de 17 ans, Soto refuse de s'engager dans la milice espagnole pour aller combattre au Maroc. En 1919, il s'embarque avec la compagnie théâtrale Serrano-Mendoza, qui faisait le tour des ports de la Patagonie argentine et suit son périple qui passe par Punta Arenas, Puerto Natales, Puerto Montt, etc.
En janvier 1920, une véritable rébellion populaire se déclenche dans la ville de Trelew, dans la province de Chubut. Tout commence avec une grève des employés de commerce à laquelle adhère presque toute la population, contre le gouverneur, la police  et les grands marchands. Antonio Soto y apparaît en train de haranguer la population et de soutenir les travailleurs en grève. Cette attitude lui vaut sa première arrestation et une expulsion du territoire chubutense. Peu de temps après, il arrive à Río Gallegos où il s'installe, attiré par le climat ouvrier qui règne alors dans la capitale de la province de Santa Cruz.

### Les premiers engagements syndicaux
Avant et après les représentations théâtrales dans la ville, Antonio Soto fréquente les locaux de la Société ouvrière (Sociedad Obrera) l'union syndicale locale. Là, il écoute les conseils du docteur José María Borrero, qui était un orateur qui captivait l'auditoire. Borrero l'encourage à rester à Río Gallegos et à rejoindre le syndicat ; il s'est rendu compte que Soto est un homme de lutte, doté d'une formation idéologique solide et qui sait bien s'exprimer dans les assemblées. Soto quitte alors la compagnie théâtrale et s'installe en Patagonie. Il s'inscrit en tant que débardeur pour travailler dans le port.
Le 24 mai 1920, Antonio Soto est élu en tant que secrétaire général de la Société Ouvrière de Gallegos. En juillet de la même année, la Société Ouvrière, en accord avec tous les syndicats des autres villes de la province de Santa Cruz, décrète une grève du personnel hôtelier et des ouvriers des quais et des ports sur tout le territoire. Le mouvement réclame des améliorations salariales. Dans le secteur portuaire, la grève est perdue ; en revanche, dans le corps de métier des employés de la restauration : les serveurs, les employés et les cuisiniers d'hôtel, la grève se poursuit avec succès.

### Implication dans la première grève patagonique
La situation, au début de 1921, était la suivante : la grève à Rio Gallegos et Puerto Deseado était totale, de plus, avait également été déclaré un boycott de 3 commerces. Le 16 janvier, le marin Malerba, sur mandat du gouverneur Edelmiro Correa Falcón entame la répression des grévistes. L'assesseur de la Société Ouvrière, José María Borrero, est arrêté avec d'autres membres de l'organisation, mais les autorités ne parviennent pas à se saisir d'Antonio Soto.

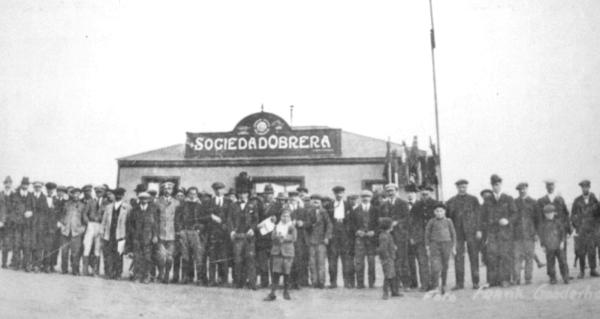
La Société ouvrière de Río Gallegos

Antonio Soto se rend clandestinement à Buenos Aires à bord du vapeur "Asturiano", caché par les ouvriers mécaniciens, pour présenter la situation au congrès syndical de la Fédération ouvrière régionale argentine. Le périodique Organización Obrera ("Organisation Ouvrière", l'organe de la FORA) dans son numéro du 29 janvier, rend compte de son arrivée. Soto participe au 11e congrès national de la Fédération en tant que délégué des adhérents de la Société Ouvrière de Río Gallegos. Soto profite du congrès pour chercher soutien et solidarité pour le conflit de Santa Cruz. Le congrès ouvrier se tient à La Plata, avec des représentations de tout le pays, du 29 janvier jusqu'au 5 février 1921. Soto intervient pendant le congrès pour faire une critique profonde du manque de solidarité du conseil fédéral avec le mouvement ouvrier en Patagonie.
Le gouvernement radical de Hipólito Yrigoyen, allié des propriétaires terriens, envoie l'armée en Patagonie sous le commandement du lieutenant-colonel Héctor Benigno Varela pour évaluer la situation qui s'était en habitant. Ce à l'arriver et évaluer des antécédents, il termine en informant que les principaux responsables de la situation étaient les propriétaires des "estancias" (les "établissements", des fermes destinées à l'élevage), par l'exploitation à laquelle ils soumettaient les travailleurs ruraux et observait la nécessité pour le patronat d'humaniser la façon dont ils traitaient leurs ouvriers, en obligeant les deux parts à déposer les armes et les propriétaires des estancias à se soumettre aux revendications des travailleurs. À la fin de son mandat, ayant mené sa mission à bien, Varela rentre à Buenos Aires.

### Implication dans la deuxième grève patagonique
Les propriétaires refusèrent de se conformer à la convention, en continuant les licenciements, en retenant les salaires et sans améliorer les conditions de travail des ouvriers. Antonio Soto conduit donc la Société ouvrière à la grève pour une durée indéterminée. Le 25 mars 1921, une grève générale est déclenchée aux frigorifiques. Les actions des estancieros et du gouverneur sortant Correa Falcón, hostiles au gouvernement radical, ont abouti au retour du lieutenant-colonel Varela dans la province de Santa Cruz, où il initiera une cruelle répression en fusillant les grévistes sur le champ, sans jugement.
Le 15 septembre 1921, Soto et ses compagnons partent pour les estancias des cordillères dans un long périple en automobiles et à cheval. Au 31 octobre, Soto et la Société ouvrière avaient gagné au mouvement les ouvriers ruraux des estancias Buitreras, Alquinta, Rincón de los Morros, Glencross, La Esperanza et Bella Vista, et avaient réussi à soulever la région du sud-est du territoire de Santa-Cruz. Le mouvement était complètement pacifique, réquisitionnant des armes et de la nourriture pour la campagne, biens sur lesquels étaient attribués des bons de la Société ouvrière pour un retour postérieur, et, occasionnellement, en prenant aussi des propriétaires ou des administrateurs comme otages. Au 5 novembre, toutes les estancias du sud de Santa Cruz étaient paralysées. Les ouvriers dominaient les chemins, se déplaçant en colonnes de 60, 100 et 200 hommes qui portaient des drapeaux rouges et des drapeaux noirs. Soto se retrouve à Punta Alta avec les militants Graña, Sambucetti et Mongilnitzky. Là, ils décident que pendant que Soto continue à diriger le mouvement sur le terrain, les 3 autres doivent essayer d'entrer dans Río Gallegos pour remplacer les dirigeants emprisonnés et obtenir un point de soutien dans la ville. À leur arrivée à Río Gallegos, les 3 anarchistes sont battus et emprisonnés par la police.
Pendant ce temps, les colonnes ouvrières de Pintos, Ramón Outerello et Albino Argüelles avaient été attaquées par les troupes du lieutenant-colonel Hugo Varela, faisant des dizaines de victimes. Le mouvement avait été divisé en deux : la colonne d'Antonio Soto et la colonne de José Font (plus connu en tant que Facón Grande). Jusqu'au début de décembre, Soto dominait toute la zone sud du lac Argentino et du lac Viedma, et son contingent était devenu le plus important en réunissant près de 600 ouvriers, la colonne avait pris comme base pour ses opérations l'estancia La Anita.
Le 7 décembre, l'armée parvient à proximité des ouvriers et le dirigeant syndical décide d'appeler à une assemblée. L'ouvrier chilien Juan Farina propose la reddition et la plupart des ouvriers agricoles (peones) soutiennent sa motion. Soto fait valoir qu'il est nécessaire de continuer la grève, mais il se range finalement à l'avis exprimé et accepte d'envoyer 2 hommes muni d'un drapeau blanc pour parlementer avec les troupes de l'armée afin de négocier les conditions et des garanties pour leur reddition, ainsi que le respect des clauses de l'accord de l'an passé. Les militaires fusillent immédiatement les deux messagers.
Lorsque les militaires arrivent à La Anita, ils exigent la reddition inconditionnelle de tous les grévistes. Les meneurs demandent un délai d'une heure pour se réunir en assemblée. Soto prononce un discours dramatique qui est ignoré par la plupart des grévistes, qui décident de se rendre et de mettre fin à la grève. Les troupes de Varela fusilleront un bon nombre de ces grévistes. Soto et douze hommes, par conviction et par crainte pour leur vie, refusent de se rendre et fuient à cheval vers le Chili. Ils ne seront jamais attrapés par les autorités et échappent ainsi à une condamnation à mort certaine.

### Vie au Chili et dernières années

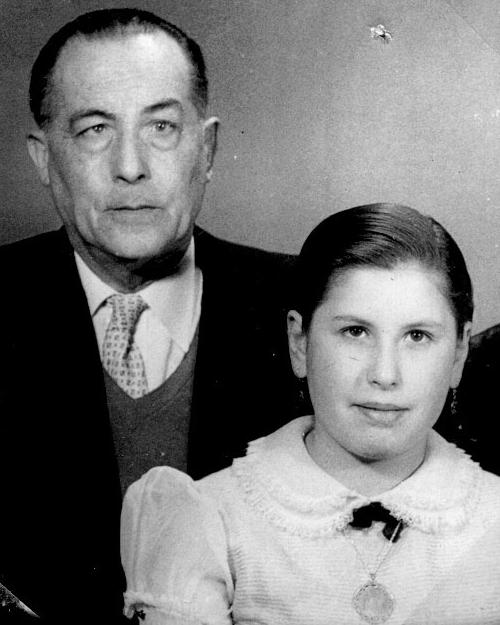
Antonio Soto avec sa fille Isabel

Passé au Chili, Antonio Soto est pourchassé pendant 5 jours par les militaires argentins et par les carabiniers chiliens, mais il parvient à se réfugier à Puerto Natales et à embarquer sur une goélette qui le conduit à Punta Arenas, où il se réfugie avec le soutien de la Fédération Ouvrière de Magallanes (Federación Obrera de Magallanes, FOM), syndicat anarcho-syndicaliste lié à la Fédération ouvrière du Chili (Federación Obrera de Chile, FOCH) l'organisation sœur de la FORA. Face au risque de dénonciation, Soto fuit caché sur un bateau à destination de Valparaíso, il parvient ainsi jusqu'à Iquique dans le nord du Chili, où il travaille comme ouvrier dans les usines de salpêtre. Les conditions de travail difficiles y affectent durement sa santé et il doit rentrer à Valparaíso.
En 1933, Antonio Soto retourne incognito à Río Gallegos pour expliquer son action dans la grève de 1921, il reprend alors contact avec d'anciens compagnons en préparant une action qui se solde par un échec, il est immédiatement expulsé d'Argentine par Juan Manuel Gregores, le gouverneur de la province de Santa Cruz. Soto retourne alors en Patagonie chilienne, où il passe le reste de sa vie. Il aurait abandonné à ce moment le militantisme syndical actif, mais sans jamais rien renier de ses idées anarchistes.
Par la suite, Antonio Soto s'est installé à Punta Arenas où il gère un petit hôtel-restaurant, point de réunion des libertaires, des intellectuels et des libre-penseurs. À Punta Arenas, Soto participe à la fondation des antennes locales du Centre républicain espagnol (Centro Republicano Español), du Centre galicien et à la filiale de la Croix-Rouge. A Puerto Natales, il a inauguré un cinéma qu'il a appelé "Libertad". Le 11 mai 1963, Antonio Soto est mort à Punta Arenas, à l'âge de 65 ans. Sa dépouille est accompagnée d'un important cortège funèbre, composé de libertaires, de républicains et d'une délégation d'étudiants (Soto avait participé à inspirer la première grève étudiante à Punta Arenas pour l'augmentation du salaire des enseignants). Sa tombe se trouve au cimetière municipal de Punta Arenas, dans la niche nº 95 de la  section 1 Angamos.
À Ferrol en Galice, sa ville natale, une rue a été baptisée de son nom "Rua Soto".